# Lubieszewo (Poméranie)
Pour les articles homonymes, voir Lubieszewo.
Lubieszewo est une localité polonaise de la gmina mixte et du powiat de Nowy Dwór Gdański en voïvodie de Poméranie. Elle se trouve à environ 36 km au sud-est de la capitale régionale Gdańsk.

## Géographie

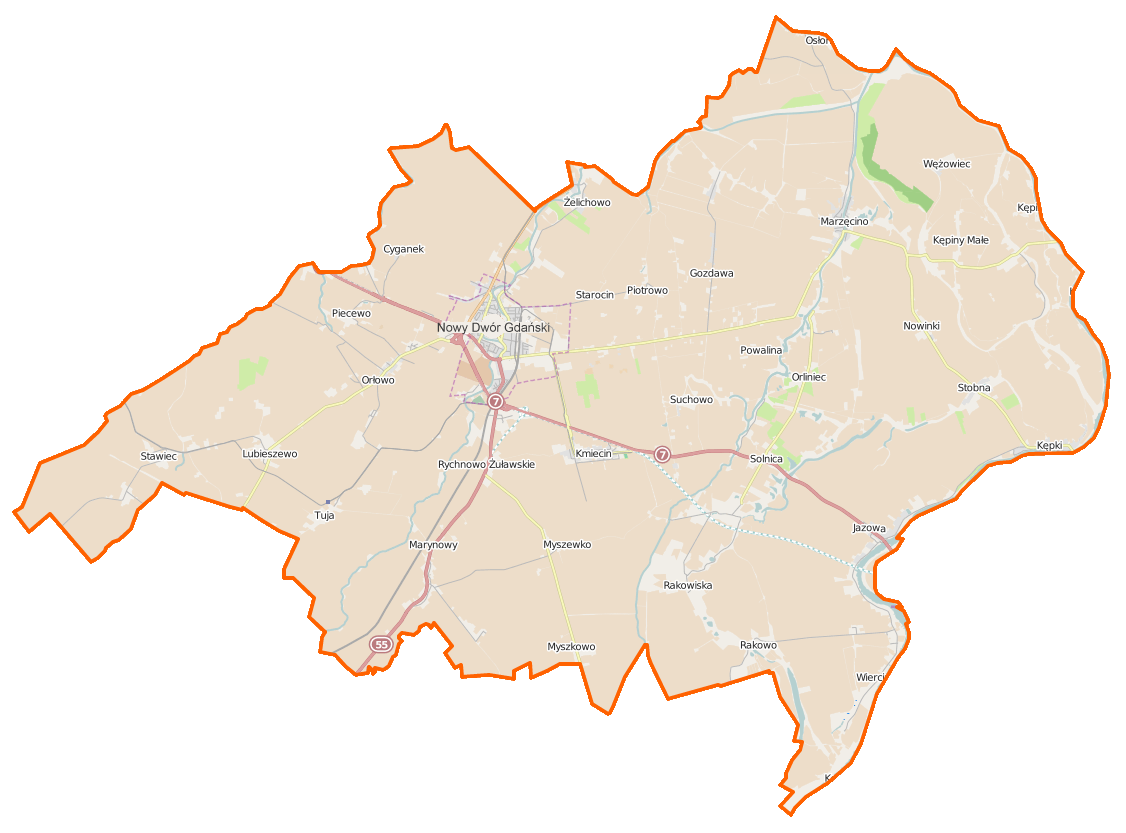
Carte de la gmina de Nowy Dwór Gdański.